# Rivaroxabana
Rivaroxabana (comercializado com o nome Xarelto) é um fármaco que age como inibidor direto do fator Xa. É utilizado no tratamento de TVP (Trombose venosa profunda).
É um anticoagulante oral inventado e fabricado pela Bayer. A rivaroxabana é bem absorvida pelo intestino e a máxima inibição do fator Xa ocorre quatro horas após uma dose. Os efeitos duram cerca de 8-12 horas, mas a atividade do fator Xa não volta ao normal senão após 24 horas, pelo que é possível uma única dosagem diária.

## Contraindicações
Devido à dificuldade associada ao manejo do sangramento, o rivaroxabana deve ser descontinuado pelo menos 24 horas antes da cirurgia, e reiniciado assim que a hemostasia adequada for estabelecida.
As recomendações de dosagem não recomendam a administração de rivaroxabana com drogas conhecidas como fortes inibidores combinados CYP3A4/P-glycoprotein porque isso resulta em concentrações plasmáticas significativamente maiores de rivaroxabana.

## Efeitos adversos
O efeito adverso mais grave é a hemorragia, incluindo hemorragia interna grave.  Rivaroxabana está associado a taxas mais baixas de eventos graves e fatais de hemorragia do que a varfarina, mas está associado a maiores taxas de sangramento no trato gastrointestinal.
A partir de 2015, avaliações pós-marketing mostraram toxicidade hepática, e estudos adicionais são necessários para quantificar esse risco. Em 2015, o rivaroxabana foi responsável pelo maior número de casos notificados de lesões graves entre medicamentos regularmente monitorados para o Sistema de Notificação de Eventos Adversos (AERS) da FDA.

### Agente de reversão
Em outubro de 2014, a Portol a Pharmaceuticals concluiu os ensaios clínicos da Fase I e II para andexanet alfa como antídoto para inibidores do Fator Xa com poucos efeitos adversos, e iniciou os ensaios da Fase III.  A Andexanet alfa foi aprovada pela Food and Drug Administration dos EUA em maio de 2018, sob o nome comercial AndexXa.

## Mecanismo de ação
Rivaroxabana inibe tanto o Fator Xa livre quanto o fator xa no complexo protrombinase.  É um inibidor de fator direto seletivo Xa com um início de ação de 2,5 a 4 horas.  A inibição do Fator Xa interrompe a via intrínseca e extrínseca da cascata de coagulação sanguínea, inibindo tanto a formação de trombina quanto o desenvolvimento de trombos. Rivaroxabana não inibe trombina (fator II ativado), e nenhum efeito sobre plaquetas foi demonstrado.  Permite ajustes previsíveis de anticoagulação e dose e monitoramento de coagulação de rotina;  Não são necessárias restrições alimentares.
Heparina não fracionada (UFH), heparina de baixo peso molecular (LMWH) e fondaparinux também inibem a atividade do fator Xa, indiretamente, vinculando-se à antitrombina circulante (AT III) e devem ser injetadas, enquanto a varfarina, o fenoprocoumon e o acenocoumarol são antagonistas de vitamina K (VKA), diminuindo uma série de fatores de coagulação, incluindo o fator X.
Rivaroxabana tema farmacocinética previsível em um amplo espectro de pacientes (idade, sexo, peso, raça) e tem uma resposta de dose plana em uma faixa de oito doses (5–40 mg).  A biodisponibilidade oral é dependente de dose.  Doses de rivaroxabana com menos de 10 mg podem ser tomadas com ou sem alimento, pois apresentaram alta biodisponibilidade independente de se o alimento foi consumido ou não. Se o rivaroxabana é dado em doses orais de 15 mg ou 20 mg, ele precisa ser tomado com alimentos para ajudar na absorção de medicamentos e alcançar a biodisponibilidade adequada (≥ 80%).

## Química
Estruturas químicas de linezolid (superior) e rivaroxabana (inferior). A estrutura compartilhada é mostrada em azul.
Rivaroxabana tem uma semelhança estrutural impressionante com o antibiótico linezolid: ambas as drogas compartilham a mesma estrutura do núcleo derivado da oxazolidinona.  Assim, rivaroxabana foi estudado para quaisquer possíveis efeitos antimicrobianos e para a possibilidade de toxicidade mitocondrial, que é uma complicação conhecida do uso de linezolide de longo prazo. [citação necessária] Estudos descobriram que nem rivaroxabana nem seus metabólitos têm qualquer efeito antibiótico contra bactérias Gram-positivas. [citação necessária] Quanto à toxicidade mitocondrial, estudos in vitro publicados antes de 2008 descobriram que o risco era baixo.

## Histórico
Rivaroxaban foi inicialmente desenvolvido pela Bayer. Nos Estados Unidos, é comercializado pela Janssen Pharmaceuticals (uma parte da Johnson & Johnson). Foi o primeiro inibidor xa de fator direto disponível que é tomado pela boca.

## Sociedade e cultura

### Economia
O uso de rivaroxabana em vez de varfarina custa 70 vezes mais, de acordo com a Express Scripts Holding Co, a maior gerente de benefícios de farmácia dos EUA.  2016, a Bayer alegou que a droga era licenciada em 130 países e que mais de 23 milhões de pacientes haviam sido tratados.

### Aprovação
Em setembro de 2008, a Health Canada concedeu autorização de comercialização para rivaroxabana para prevenir tromboembolismo venoso (VTE) em pessoas que foram submetidas a uma cirurgia eletiva de substituição total do quadril ou cirurgia total de reposição do joelho.
No mesmo mês, a Comissão Europeia também concedeu autorização de comercialização do rivaroxabana para evitar tromboembolismo venoso em adultos submetidos à substituição eletiva de quadril e joelho.
Em 1º de julho de 2011, a Food and Drug Administration (US FDA) dos Estados Unidos aprovou o rivaroxabana para profilaxia de trombose venosa profunda (DVT), o que pode levar à embolia pulmonar (PE), em adultos submetidos a cirurgia de reposição de quadril e joelho.
Em 4 de novembro de 2011, a FDA dos EUA aprovou o rivaroxabana para prevenção de derrame em pessoas com fibrilação atrial não valvular.

### Ação legal
Em 25 de março de 2019, mais de 25.000 processos sobre rivaroxabana nos EUA foram resolvidos por US$ 775 milhões para serem pagos aos afetados. Os autores acusaram os fabricantes de drogas de não alertarem sobre os riscos de sangramento, alegando que seus ferimentos poderiam ter sido evitados se médicos e pacientes tivessem recebido informações adequadas.

## Pesquisa
Pesquisadores do Duke Clinical Research Institute foram acusados de reter dados clínicos usados para avaliar o rivaroxabana.  Duke testou rivaroxabana em um ensaio clínico conhecido como o teste ROCKET AF.  O ensaio clínico, publicado em 2011 no New England Journal of Medicine e liderado por Robert Califf, então Comissário da FDA, considerou rivaroxabana mais eficaz do que a varfarina na redução da probabilidade de derrames isquêmicos em pacientes com fibrilação atrial.  A validade do estudo foi posta em causa em 2014, quando os patrocinadores farmacêuticos Bayer e Johnson & Johnson revelaram que os dispositivos de monitoramento de sangue inratio utilizados não estavam funcionando adequadamente, Uma análise subsequente da equipe de Duke publicada em fevereiro de 2016 descobriu que isso não tinha efeito significativo na eficácia e segurança no estudo.
A sub-representação das minorias raciais em ensaios clínicos tem sido notada. Em comparação com a varfarina, a eficácia e a segurança foram semelhantes entre os subgrupos raciais.

## Efeitos Secundários
Os efeitos secundários podem ser bastante graves. Como com qualquer anticoagulante, o efeito adverso mais grave é o sangramento, incluindo hemorragia interna grave. Não existe atualmente qualquer antídoto para a rivaroxabana (ao contrário da varfarina, cuja ação pode ser revertida com a vitamina K ou complexo de protrombina concentrado), o que significa que o sangramento grave pode ser difícil de gerir. Um possível antídoto (andexanet alfa) está sendo investigado. As avaliações pós-comercialização mostraram sinais de toxicidade hepática associada à rivaroxabana, embora sejam necessários estudos para quantificar adequadamente o risco.
Xarelto® tem um aviso dentro da embalagem, para deixar claro às pessoas que usam a droga, que não devem descontinuá-la antes de conversar com seu profissional de saúde. Descontinuar a droga pode aumentar o risco de AVC (acidente vascular cerebral.) 
Em 2015, a rivaroxabana representou o maior número de casos notificados de lesões graves entre os medicamentos regularmente monitorados ao Sistema de Notificação de Eventos Adversos (AERS) da FDA - Food and Drug Administration americana.